# Philippe Milanta
Philippe Milanta (* 30. März 1963 in Marseille) ist ein französischer Jazzmusiker (Piano, Komposition, Arrangement).

## Leben und Wirken
Milanta lernte Trompete und Klavier. Zwischen 1976 und 1987 spielte er in Marseille in regionalen Bands, von 1984 an auch mit Lionel und Stéphane Belmondo; gelegentlich begleitete er auch Spanky Wilson und Barney Kessel. Dann zog er nach Paris, wo er mit Gérard Badini, Guy Lafitte (1988–89), Marcel Zanini (1989) und Dany Doriz (1989–1992) zusammenarbeitete und mit Lew Tabackin, Benny Bailey und Gene Conners auftrat; auch gehörte er zu Ellingtonmania. 1989 war er mit eigenem Trio auch auf internationaler Tournee. Zwischen 1991 und 1994 leitete er ein eigenes Nonett; dann war er Mitglied von Dan Vernhettes Swing Feeling und der Four Bones. Ab der Jahrtausendwende war er als Pianist in den Bigbands von Laurent Mignard und François Laudet sowie bei den Basic Tenors von Claude Tissendier beschäftigt. Auch ging er mit seinen eigenen Swing Reloaded 5 auf Tournee und arbeitete im Duo mit Aurélie Tropez. Er hat auch mit Glenn Ferris, François Biensan und Screamin’ Jay Hawkins aufgenommen. Mit Élisabeth Caumont und Luca Bonvini war er mit einem Ellington-Programm 2010 auf dem Montreux Jazz Festival zu hören.

## Diskographische Hinweise
- Gittin' in the Groove (1995)
- Wild? (2000)
- Nospherantâ (2002)

## Lexikalische Einträge
- Philippe Carles, André Clergeat, Jean-Louis Comolli: Le nouveau dictionnaire du jazz. Édition Robert Laffont, Paris 2011, ISBN 978-2-221-11592-3